# جيمس غليم
جيمس غليم (بالإنجليزية: James Glimm)‏ هو عالم في مجال رياضيات ولد في 24 مارس 1934

 في بيوريا، إلينوي، إلينوي، حائز على جائزة قلادة العلوم الوطنية الأمريكية، وجائزة داني هينمان للفيزياء الرياضية.

## وصلات خارجية
- الموقع الرسمي لجائزة قلادة العلوم الوطنية الأمريكية